# Aleksandr Kel'ch
Aleksandr Ferdinandovič Kel'ch (in russo Александр Фердинандович Кельх?; fl. XIX-XX secolo) è stato un nobiluomo russo, vissuto a San Pietroburgo a cavallo tra il XIX ed il XX secolo.

## Biografia
Sposò la vedova di suo fratello, Varvara (Barbara) Petrovna Bazanova, appartenente ad una facoltosa famiglia di mercanti moscoviti: il nonno, Ivan Bazanov, era il fondatore e l'azionista di maggioranza di varie grandi aziende in Siberia, tra le quali una miniera d'oro, una ferrovia e di una compagnia di navigazione. Gran parte della fortuna di Barbara Kel'ch fu spazzata via durante la guerra russo-giapponese; nel 1905 si separò dal marito e nel 1915 la coppia divorziò, mentre frattanto Barbara si trasferì a Parigi con tutti i suoi averi. 
Aleksandr rimase in Russia e si risposò; disoccupato per anni, nel 1925 finì a vendere sigarette per le strade di San Pietroburgo, anche se Barbara lo aveva invitato a trasferirsi a Parigi. Nel 1930 fu arrestato, processato per sedizione per aver intrattenuto corrispondenza con la sua ex moglie e condannato ai lavori forzati in Siberia dove scomparve insieme alle tante vittime delle Purghe staliniane.

## Uova Fabergé per Kel'ch
Aleksandr Kel'ch è oggi noto principalmente per aver commissionato a Fabergé sette uova di Pasqua gioiello, una ogni anno dal 1898 al 1904, per regalarle alla moglie Barbara, anche se fu quest'ultima a pagarle.
Furono realizzate sotto la supervisione di Michail Perchin, all'epoca secondo mastro orafo della Fabergé, che si ispirò a quelle imperiali.
Le sette uova Kelch sono altrettanto belle, se non addirittura più sontuose, di quelle della serie imperiale, hanno maggiori dimensioni e con tutta probabilità, costarono molto di più.
- Uovo con gallina per Kelch
- Uovo con dodici pannelli
- Uovo pigna

- Uovo dei fiori di melo
- Uovo rocaille

- Uovo bomboniera
- Uovo con gallo

Barbara vendette le uova nel 1920.